# 잠스랑긴 체베엔

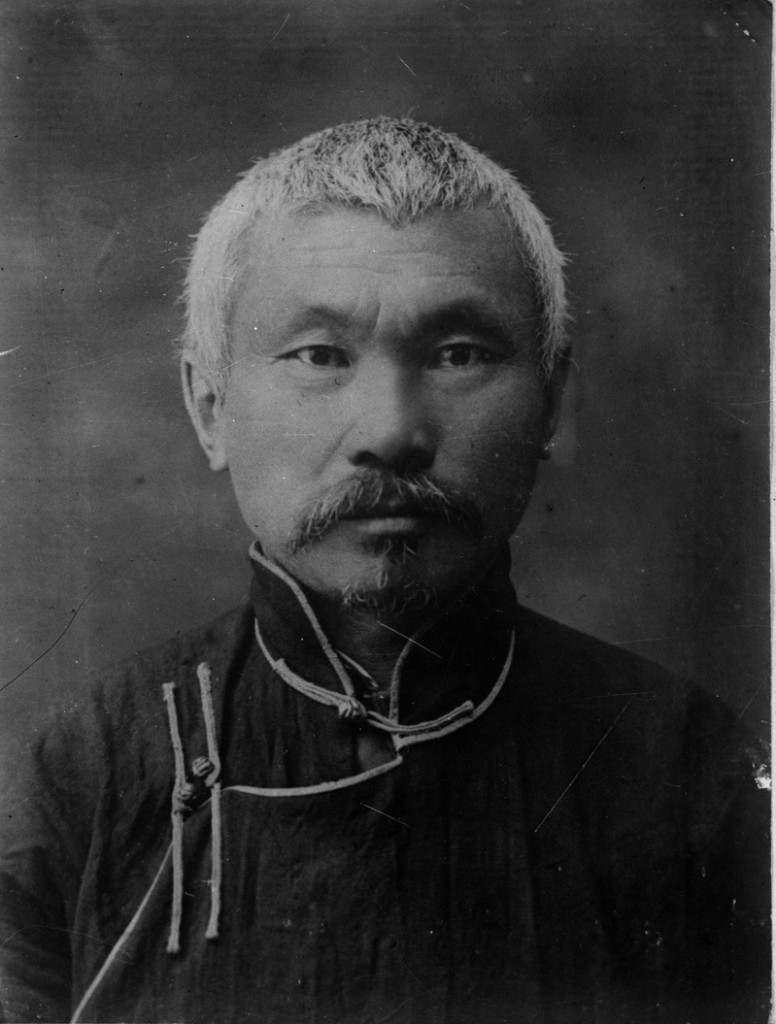

잠스랑긴 체베엔(몽골어: Жамсрангийн Цэвээн: 1880년 - 1942년 5월 14일)은 부랴트인 학자로, 1920년대 몽골의 정계 및 학계에서 중요한 인물이었다.
1880년 자바이칼의 아긴스크에서 태어났다. 치타의 학교를 다닌 뒤, 1898년 페테르부르크의 표트르 바드마예프의 부랴트인 사숙에 입학하여 1902년까지 다녔다. 이후 이르쿠츠크에서 사범학교를 다니면서 부랴트인 씨족들을 돌아다니며 샤머니즘 서사시와 몽골법전 관련 자료를 채록했다.
1902년 페테르부르크로 돌아가 상트페테르부르크 대학교 청강생이 되었다. 1903년 교수의 주선으로 부랴티아로 돌아가 더 많은 자료를 채록했다. 체베엔은 바이칼 서북녘 올혼섬까지 올라갔고, 성공적인 연구로 이후 몇년간 러시아 중동아시아조사위원회의 후원을 받아 답사여행을 다녔다. 1904년 우르가를 거쳐 고향 아긴스크로 돌아왔다. 1905년에서 1906년에는 자바이칼 일대와 외몽골을 여행했다. 1907년과 1908년에는 상트페테르부르크 대학교 동양어문학부에서 몽골어를 가르쳤다. 1909년과 1910년에는 내몽골과 오르도스 지역을 여행했다. 1911년에는 오논강 상류의 퉁구스족을 답사했고, 1912년에는 카라코룸 옛터의 광현사 발굴에 참여했다.
1911년 몽골이 독립을 선언하자 러시아 제국은 이반 야코블레비치 코로스토베츠를 우르가에 특사로 파견했다. 코로스토베츠는 러시아의 후원을 받는 세속주의 학교와 언론을 세우려 했고, 체베엔에게 그 주필과 학감 자리를 제안했다. 제안을 수락한 체베엔은 학교와 언론 일을 하면서 여러 문헌들을 몽골어로 번역하기도 했다.
1919년 안휘군벌이 몽골을 군사강점했을 즈음, 체베엔은 이르쿠츠크 대학교 교수가 되었다. 그는 몽골법전에 대한 논문들을 발표했고, 베르흐네우딘스크, 캬흐타, 마이마이첸 등지를 돌아다니며 외몽골인들에게 불만이 팽배한 것을 목격했다. 1921년 몽골인민혁명당 창당대회 때 체베엔은 당의 10개조 정강을 작성했다. 같은 해, 중국군을 쫓아낸 로만 폰 운게른 남작이 역시 축출당한 뒤, 체베엔은 몽골과학한림원의 전신인 Sudar Bichgiyn Hüreelen를 설립했다. 1925년 체베엔은 레닌그라드로 여행했고, 1926년 아긴스크 출신 부랴트인 바드마자브 체데도브나(Badmajab Tsedenovna)와 결혼했다. 같은 해 부부는 베이핑으로 여행했다. 1927년 아내 바드마자브가 공무로써 독일과 프랑스를 방문했지만 체베엔은 울란바타르에 머물렀다.
1932년, 체베엔은 울란바타르에서 자리를 잃고 레닌그라드로 끌려갔다. 레닌그라드에서 체베엔은 동양학연구원의 니콜라스 포페 밑에서 일했다. 1937년 체베엔은 체포되었고, 1940년 2월 19일 5년형을 선고받은 뒤 1942년 5월 14일 흑돌고래 교도소에서 옥사했다.

## 참고 자료
- "Jamsrano, Peveeniy" in: Sanders, Alan J.K., Historical Dictionary of Mongolia, Lanham (The Scarecrow Press, Inc.) 2003, ISBN 0-8108-4434-6, p. 169.
- Robert A. Rupen: Cyben Žamcaranovic Žamcarano (1880-?1940), in: Harvard Journal of Asiatic Studies, Vol. 19, No. 1/2. (Jun., 1956), pp. 126-145 (subscription needed for online access)